# 花姬蛙
花姬蛙（学名：Microhyla pulchra）为姬蛙科姬蛙属的两栖动物。產於中國中部和南部及東南亞地區的森林邊緣地區。

## 分佈
花姬蛙生活在中國中部和南部包括香港、澳門在內的地區、泰國至少南至巴蜀府（或許到達春蓬府），老撾、柬埔寨和越南。在中国大陆，分布于浙江、江西、福建、湖北、湖南、广东、广西、海南、甘肃、贵州、云南等地，常生活于水坑及水洼附近。该物种的模式产地在香港和广东黄埔。此外在馬來西亞和新加坡也有發現。